# Евстатий Аргир (военачалник на Лъв VI)
Евстатий Аргир (на гръцки: Εὐστάθιος Ἀργυρός; починал около 910 г.) е византийски аристократ и един от най-видните военачалници на император Лъв VI Мъдри (управлявал 886 – 912). Първият член на фамилията на Аргите, издигнал се до високи постове, той се се отличава във войните срещу арабите на изток, преди да изпадне в немислост ок. 907 г., вероятно във връзка с бягството на Андроник Дука при арабите. Реабилитиран скоро след това, той е назначен за стратег на Харсианон, от който пост той ръководи заселването на арменски князе като надзиратели по източната граница на империята. Повишен в командир на императорската лична гвардия в края на 908 г., той отново изпада в немилост скоро след това и умира от отравяне (очевидно самоубийство) на път за своите имения.

## Живот
Евстатий Аргир е син на турмарха Лъв Аргир, основател на благородния род на Аргирите.
Нищо не се знае за живота му или преди началото на X век, въпреки че той може да е бил на императорска служба още през 866 г., когато човек със същото име е засвидетелстван като протостратор на кесаря Варда във връзка с убийството на последния на 21 април същата година.  Византийските историци възхваляват Евстатий Аргир като интелигентен, храбър, благоразумен и справедлив човек и го считат, заедно с Андроник Дука, за най-добрия от военачалниците на Лъв VI. Историците Жан-Клод Шейне и Жан-Франсоа Вание, експерти по византийска просопография, го смятат за „истинския основател на славата на семейството“.
Въпреки че понякога се идентифицира с адмирал, активен около 902 – 904 (виж по-долу), животът му е сигурно засвидетелстван едва след 904 г. По това време, очевидно след поредица от – неизвестни – военни служби, Евстатий е достигнал, според Продължителя на Теофан, ранг на патрикий и ипостратег на Анатолийската тема. Значението на термина ипостратег се обсъжда; обикновено е означавал втория по командване след стратега или военния управител на дадена тема, но Вание предполага, че поради високата си титла патрикий Аргир всъщност е бил стратегът. Продължителят на Теофан допълнително възхвалява Аргир и споменава, че той е постигнал няколко успеха срещу арабите на изток, най-вероятно препращайки към голямата византийска победа над арабите от Тарс и Мопсуестия при Германикея през декември 904 г., постигната под общото командване на Андроник Дука. След това изпада в немилост и е заточен. Въпреки че не се предлагат подробности или причини за изгнанието му, това се тълкува от съвременните учени като свързано с неуспешния бунт и бягството на Андроник Дука при арабите през 906 – 907 г. Скоро след това Евстатий е реабилитиран; ако наистина низвергването му е свързано с бягството на Андроник Дука, това вероятно се е случило през 907/8 г., когато синът на Андроник Дука Константин избягал от арабското си изгнание и се върнал в Константинопол, където бил помилван от император Лъв VI.
След това Евстатий е назначен за стратег на граничната тема Харсианон – позиция, значително по-ниска по ранг от тази на анатолийския дука, която вероятно той е заемал преди това. Семейство Аргир обаче има силни връзки с Харсианон, откъдето произлиза.  Там той посреща обратно на императорска служба редица арменски князе – Мелиас, тримата братя Баасакии, Кригорикиос и Пазун, и Исмаил, които са настанени като надзиратели по източната граница на империята. От тях по-специално Мелиас ще стане основател на темата Ликандос и един от основните византийски водачи във войните срещу арабите през следващите 30 години.
В края на 908 г. Евстатиий Аргир е повишен в ранг до магистър – най-високото съдебно достойнство, достъпно за някого, който не е член на императорското семейство – и в поста друнгарий на виглата, т.е. командир на императорската лична гвардия, и е заменен като стратег на Харсианон от Константин Дука. Около година по-късно той отново попада под подозрението на Лъв VI и му е наредено да се върне в имението на семейството си в Харсианон. Отново причината е неизвестна; може би, според Шейнет и Вание, това е резултат от ненадеждността на арменските князе, които той е приел в Империята и които често дезертират при арабите. По пътя той умира, след като приема отрова от един от своите слуги, и е погребан на Спинин, върха на планината Аран. Докато историкът Ромили Джеймс Хилд Дженкинс предполага, че отравянето на Аргир е извършено чрез агент на могъщия и коварен придворен евнух Самонас, по-вероятна причина смъртта му да е самоубийство. Двамата синове на Евстатий, Пот и Лъв, които служат в двореца като манглавити (лични телохранители на императора), уреждат тялото на баща им да бъде пренесено за погребение в манастира „Света Елисавета“ в областта Харсианон, основан от бащата на Евстатий.

## Семейство
Синовете на Евстатий Пот и Лъв ще заемат висши военни длъжности, включително поста на доместик на схолите (главнокомандващ). Друг син, Роман, е известен само от участието си в битката при Ахелой през 917 г. Лъв Аргир се жени за дъщеря на император Роман I Лекапин (управлявал 920 – 944) и вероятно е бил дядо или прадядо на император Роман III Аргир (управлявал 1028 – 1034).

## Идентичност
Някои съвременни учени смятат, че Евстатий Аргир е идентичен със съвременника му – друнгария на флота Евстатий, активен в годините преди 904 г., главно поради информацията от историка от XI век Йоан Скилица, че Аргир е преследвал кариера както в армията, така и във флота. Тази идентификация се отхвърля от други учени като Ваниер и Гийон. Освен това на друнгария е дадено фамилното име „Аргир“ дори в някои съвременни изследвания, които го отличават от военачалника, докато други напълно отхвърлят принадлежността му към фамилията. Отъждествяването на двамата Евстатиевци се отхвърля и от редакторите на „Prosopographie der mittelbyzantinischen Zeit“, според които основният аргумент за разграничаването на двете личности е несъвместимостта на кариерите им: друнгарият на флота Евстатий също преживява бурна кариера с обвинения в държавна измяна, реабилитация и повторно низвергване и е малко вероятно на такъв човек отново да бъдат поверени висши постове.

## Препратки
1. ↑  Cheynet & Vannier 2003, с. 58, 59.
2. 1 2  PmbZ 2013, Eustathios Argyros (#21828); Cheynet & Vannier 2003, с. 59; Tougher 1997, с. 210.
3. ↑  Guilland 1967, с. 570 – 571; Tougher 1997, с. 207 – 208.
4. 1 2  Cheynet & Vannier 2003, с. 59.
5. ↑  Cheynet & Vannier 2003, с. 59; Tougher 1997, с. 210.
6. ↑  PmbZ 2013, Eustathios Argyros (#21828); Cheynet & Vannier 2003, с. 59.
7. ↑  Cheynet & Vannier 2003, с. 59; Guilland 1967, с. 570 – 571; Tougher, с. 1997.
8. ↑  Cheynet & Vannier 2003, с. 58.
9. ↑  PmbZ 2013, Eustathios Argyros (#21828); Cheynet & Vannier 2003, с. 59; Tougher 1997, с. 211.
10. ↑  Guilland 1957, с. 206 – 207.
11. ↑  PmbZ 2013, Eustathios Argyros (#21828); Cheynet & Vannier 2003, с. 59 – 60.
12. 1 2 3  PmbZ 2013, Eustathios Argyros (#21828); Cheynet & Vannier 2003, с. 60.
13. ↑  Tougher 1997, с. 213, 218.
14. ↑  Cheynet & Vannier 2003, с. 60 – 62; Tougher 1997, с. 211.
15. ↑  Cheynet & Vannier 2003, с. 62.
16. ↑  Guilland 1957, с. 189.
17. ↑  Jenkins 1948, с. 217 – 235; Dolley 1953, с. 340 – 353; Eickhoff 1966.
18. ↑  Vannier 1975.
19. ↑  PmbZ 2013, Eustathios (#21836); Eustathios Argyros (#21828).